# ارين مكدونالد
ارين مكدونالد (بالإنجليزية: Warren McDonald)‏ هو مصرفي ومهندس أسترالي، ولد في 23 ديسمبر 1901، وتوفي في 12 نوفمبر 1965.